# Censo de Floridablanca
El Censo de Floridablanca fue un documento censal elaborado en España bajo la dirección de José Moñino y Redondo, I conde de Floridablanca , ministro de Carlos III, entre 1785 y 1787; es considerado como el primer censo español de población elaborado siguiendo técnicas estadísticas modernas, aunque existió uno anterior, el Censo de Aranda, cuya fiabilidad fue menor.
Se elaboró sobre la base de los cuestionarios enviados a los intendentes de las distintas provincias y demarcaciones del reino a quienes se les requería para fijar cada una de las poblaciones de su zona. Sobre esa base, en 1786 se requirió a los alcaldes de las distintas poblaciones que indicaran las circunstancias personales (sexo, edad, estado civil) de todos los habitantes bajo su responsabilidad, aportando también información sobre el estado civil y la situación económica de la unidad familiar.

Distribución de la población de España según el censo de Floridablanca. Se puede apreciar unas densidades de población mucho más homogéneas que las actuales, el fuerte peso de Galicia y la cierta importancia de León y Castilla la Vieja.

El censo fue publicado por la Real Imprenta de Madrid en 1787, para ser posteriormente ampliado en 1789. Los resultados totales se publicaron con el título: «Censo español executado de Orden del Rey, comunicada por el Excelentísimo Señor Conde de Floridablanca, Primer Secretario de Estado y del Despacho, en el año de 1787.»

## Datos del censo de Floridablanca
El censo arrojó una cifra de 10.268.110 habitantes en todo el país, y una densidad media de 22,7 hab/km².
| 1.ª  | Madrid               | 164 972 |
| 2.ª  | Valencia             | 100 656 |
| 3.ª  | Barcelona            | 92 835  |
| 4.ª  | Sevilla              | 80 915  |
| 5.ª  | Cádiz                | 71 080  |
| 6.ª  | Granada              | 56 541  |
| 7.ª  | Málaga               | 51 098  |
| 8.ª  | Jerez de la Frontera | 45.506  |
| 9.ª  | Zaragoza             | 42 600  |
| 10.ª | Córdoba              | 37 826  |
| 11.ª | Palma de Mallorca    | 31 942  |
| 12.ª | Écija                | 29 343  |
| 13.ª | San Fernando         | 28 138  |
| 14.ª | Ferrol               | 24 993  |
| 15.ª | Valladolid           | 23 284  |
| 16.ª | Orihuela             | 22 913  |
| 17.ª | Antequera            | 20 266  |
| 18.ª | Salamanca            | 19 092  |
| 19.ª | Murcia               | 18 822  |
| 20.ª | Toledo               | 18 021  |

## Pirámides de población
Comparativa de las pirámides de población de España en 1787 y 2020.
| Hombres   | Edad       | Mujeres   |
| --------- | ---------- | --------- |
| 45        | más de 100 | 69        |
| 1692      | 90-100     | 2743      |
| 16 710    | 80-90      | 18 491    |
| 84 661    | 70-80      | 86 671    |
| 262 436   | 60-70      | 266 768   |
| 434 232   | 50-60      | 449 648   |
| 649 788   | 40-50      | 663 433   |
| 1 113 113 | 25-40      | 1 181 068 |
| 764 283   | 16-25      | 832 207   |
| 895 906   | 7-16       | 851 559   |
| 997 433   | 0-7        | 968 265   |

| Hombres   | Edad       | Mujeres   |
| --------- | ---------- | --------- |
| 3716      | más de 100 | 13 515    |
| 158 053   | 90-100     | 383 039   |
| 851 998   | 80-90      | 1 367 177 |
| 1 712 416 | 70-80      | 2 074 437 |
| 2 410 413 | 60-70      | 2 597 396 |
| 3 175 877 | 50-60      | 3 248 510 |
| 3 435 864 | 40-50      | 3 395 864 |
| 3 565 622 | 25-40      | 3 458 315 |
| 1 882 095 | 16-25      | 1 785 785 |
| 2 066 809 | 7-16       | 1 953 194 |
| 1 268 521 | 0-7        | 1 199 442 |